# Rictaxiella joyae
Rictaxiella joyae is een slakkensoort uit de familie van de Aplustridae. De wetenschappelijke naam van de soort is voor het eerst geldig gepubliceerd in 2011 door Poppe, Tagaro & Chino.